# Langenleuba-Niederhain
Langenleuba-Niederhain est une commune allemande de l'est du land de Thuringe située dans l'arrondissement du Pays-d'Altenbourg. Langenleuba-Niederhain abrite le siège de la Communauté d'administration de la Wiera.

## Géographie

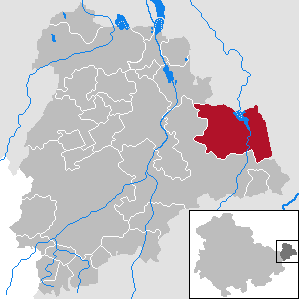
Situation de Langenleuba-Niederhain dans l'arrondissement d'Altenbourg

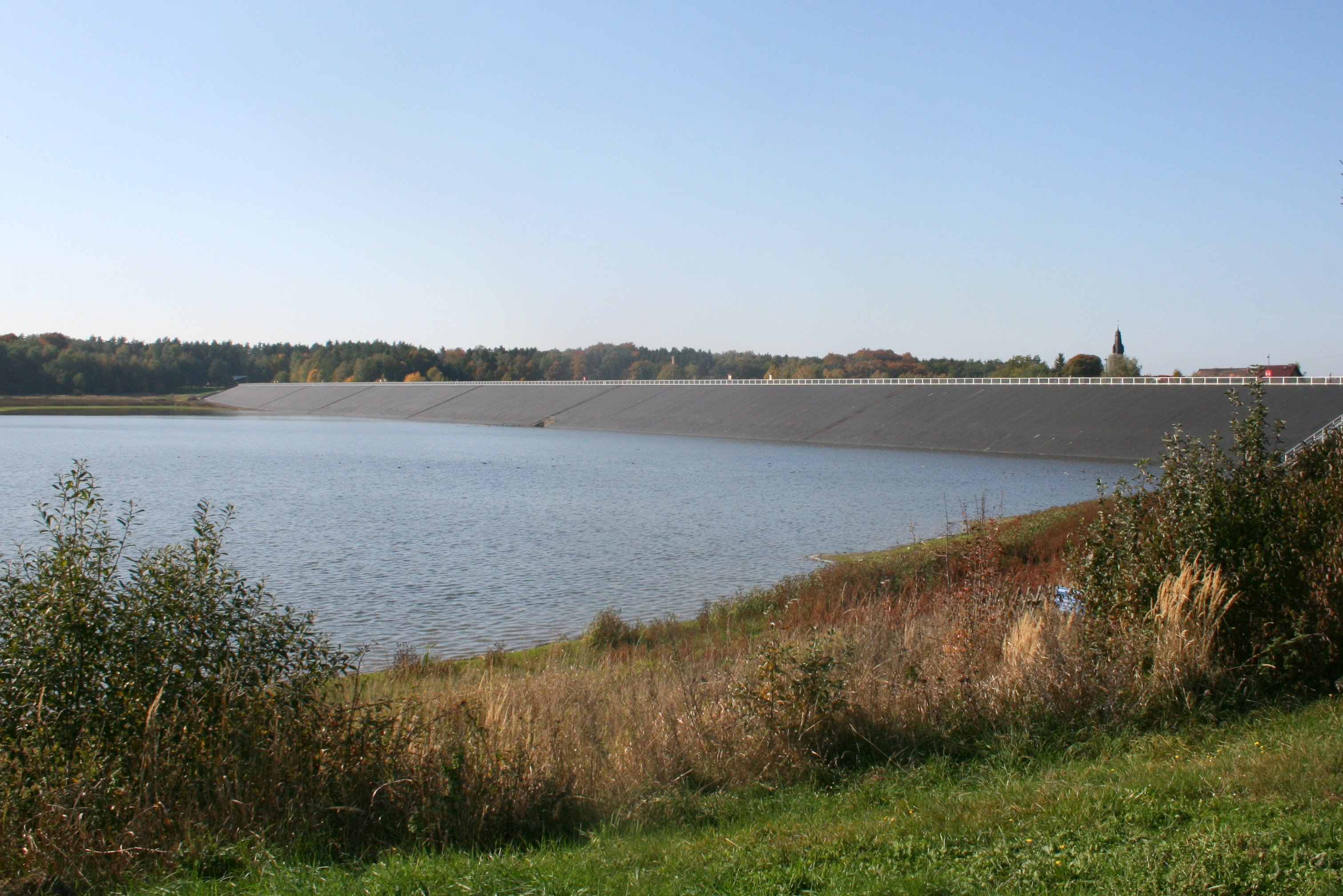
Le barrage de Schömbach

Langenleuba-Niederhain est située dans l'est de l'arrondissement, à la limite avec les arrondissements de Leipzig et Saxe centrale en Saxe, à 11 km à l'est d'Altenbourg.
La commune se trouve sur la Wiera, affluent de la Pleiße, à l'extrémité sud du Schömbach Stausee, lac de retenue du barrage de Schömbach. La moitié de son territoire est occupée par la grande forêt de Leinawald.
Langenleuba-Niederhain est composée de huit quartiers :
- Langenleuba-Niederhain ;
- Beiern ;
- Boderitz ;
- Buscha ;
- Lohma ;
- Neuenmörbitz ;
- Schömbach ;
- Zschernichen.

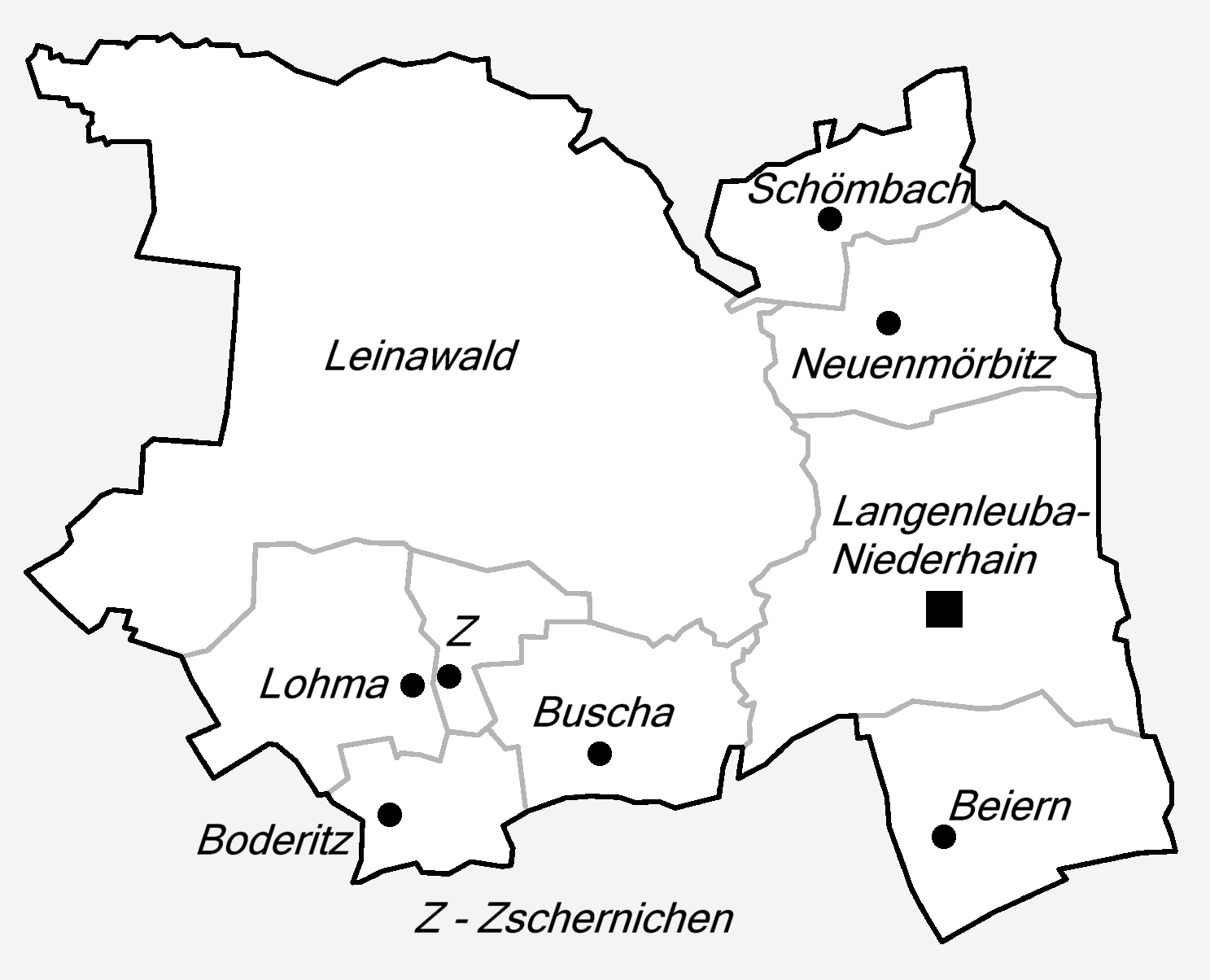
Les différents quartiers de Langenleuba-Niederhain

Communes limitrophes (en commençant par le nord et dans le sens des aiguilles d'une montre) : ville de Kohren-Sahlis, ville de Penig, Jückelberg, Frohnsdorf, Ziegelheim, Nobitz et Windischleuba.

## Histoire
La première mention écrite du village date de 1290 sous le nom de Longa luben dans un document émanant des baillis de Weida. Le nom du village pourrait être d'origine slave, le mot luba-luwa signifiant écorce. En 1329, le village appartient aux margraves de Meissen. Il entre ensuite dans les possessions de plusieurs familles nobles. En 1707, les Kuntsch démolissent le château existant et entreprennent la construction d'un nouveau château de style baroque qui restera inachevé.

### Incorporations de communes
Plusieurs communes ont été incorporées au territoire de Langenleuba-Niederhain :
- en 1950, Beiern ;
- en 1965, Schömbach et Neuenmörbitz ;
- en 1973, Lohma, Zschernichen, Boderitz et Buscha.

## Démographie
Commune de Langenleuba-Niederhain dans ses limites actuelles :
| 1900  | 1933  | 1939  | 1995  | 2000  | 2005  | 2010  |
| ----- | ----- | ----- | ----- | ----- | ----- | ----- |
| 3 025 | 2 837 | 2 907 | 2 236 | 2 118 | 2 071 | 1 928 |